# Quilisma
Le quilisma (du grec κύλισμα, « action de se rouler ») est un signe spécialisé utilisé dans la notation de neumes, pour le plain-chant et notamment le chant grégorien. En notation carrée, il se représente par une note « barbelée ».
Le quilisma forme toujours un mouvement ascendant, et réunit toujours une note inférieure à une note supérieure (et toujours sur la même syllabe). Dans la quasi-totalité des cas, les notes ainsi réunies sont à un intervalle d'une tierce. Le plus souvent, cette tierce est mineure, et le quilisma prend place sur le demi-ton inférieur: Mi (en transition du Ré au Fa) ou Si (transition du La au Do).
C'est une note faible, ce que montre le fait qu'il disparaît facilement au cours de l'évolution historique des pièces. Les quilisma de Solesmes se traduisent souvent par de simples podatus sans note intermédiaire dans le graduel dominicain; et la restitution bénédictine elle-même révèle de telles évolutions, quand on compare l'édition vaticane et les neumes cursifs du Graduale Triplex.
En notation cursive, sa représentation est très individualisée, que ce soit dans la cursive de St Gall  où il prend la forme d'un "oméga" minuscule, ou dans celle de Laon  où il correspond à la "dent" sur la base de la virga supérieure (ou du neume qui suit).

## Historique
Ce neume demeurait longtemps énigmatique et problématique jusqu'à ce que Dom Jean Claire découvre la modalité archaïque qui dirige la composition du chant grégorien. À la suite de cette découverte, grammaire musicale de ce chant, ces analyses et interprétations anciennes devinrent, soit fausses, soit insuffisantes.

### Note de transition
|  |  |  |

Le quilisma n'est pas à proprement parler un neume. Sa forme la plus simple et la plus fréquente (que l'on appelle également quilisma par extension, et abusivement) est celle qui réunit un punctum à une virga. Le quilisma proprement dit n'est que la note de transition "barbelée", que l'on trouve toujours entre deux neumes, et qui peut réunir n'importe quelles formes de neumes. Cependant, on ne rencontre pratiquement jamais qu'un seul quilisma par neume composé (la communion unam petii -V post Pen.- présente un groupe exceptionnel comprenant deux quilisma sur la neume de requiram, le même motif étant répété sur vitae meae).
L'image donne un exemple de Quilisma en position complexe (Alléluia Ostende nobis du premier dimanche de l'Avent): derrière un podatus, et devant un porrectus subpunctis resupinus (la transcription de Solesmes reprise par la vaticane est ici fautive, et décompose le porrectus en une clivis suivie d'une virga).

### Interprétation d'ornement musical
L'interprétation musicale "classique" du quilisma se reflète dans le commentaire de l'édition vaticane, qui indique dans sa préface "Il existe une autre note tremblée, c'est le quilisma; il survient dans le chant comme une "fleur mélodique", et on le qualifie de "note arrondie et progressive". Celui qui n'a pas appris à produire ces sons tremblés et arrondis, ou qui, y étant exercé, ne chante pas seul, qu'il frappe simplement la note qui précède le quilisma avec davantage de mordant, afin que le son de ce quilisma ressorte plus subtil, plutôt que plus rapide."
La forme du quilisma est si trompeuse qu'au XIXe siècle, même les spécialistes des neumes sangalliens considéraient qu'il s'agirait de la note pour la voix vivrante [Dom Anselm Schubiger (1858)].
C'est l'idée de tremblement et d'enroulement (présente dans les textes médiévaux) qui a conduit à de nombreuses interprétations que l'on retrouve dans les dictionnaires musicaux classiques, où le quilisma correspondait à une petite trille, plus ou moins marquée ("un léger tremblement de la voix"), un trémolo, ou une appoggiature. Les recherches modernes dans ce sens sont très marginales, et montrent en tout cas que cette interprétation, techniquement ardue pour un non spécialiste, ne peut pas être retenue pour la pratique du chant collectif.

### Interprétation rythmique "classique"
Les indications données par le "800" sont un peu contradictoires, et ont souvent conduit à des interprétations fautives. Ce classique de Solesmes indique en effet correctement (p. ix) que "son exécution est toujours préparée par un ritardando bien marqué de la note ou du groupe qui précède; quand un groupe précède le quilisma, c'est la première note de ce groupe qui est la plus retardée". En revanche, quelques pages plus loin (p. xii), il indique que "sont affectées de l'ictus rythmique [...] toutes les notes vraiment longues, à savoir [...] la note qui précède le quilisma.".
De nombreux paroissiens n'ont retenu que l'indication concernant les ictus, d'autant que les éditions de Solesmes font pratiquement toujours précéder le quilisma par un point mora dans les groupes complexes. L'interprétation qui en résulte se résume à doubler la note qui précède le quilisma (les deux notes précédentes, si la pénultième est marquée d'un point mora).
Cette interprétation (qui a le mérite indéniable d'être facile à pratiquer en assemblée) est cependant fautive, dans la mesure où elle introduit une rupture mécanique dans ce qui devrait être un enchaînement fluide (principe du legato rythmique).
Elle est également fautive par rapport à la notation rythmique cursive. On trouve de temps à autre des quilisma précédés d'un neume composé de type subpunctis, où l'on peut constater que les notes de transition précédant le quilisma ne sont pas des tractulus qu'exigerait un ralentissement, mais bien des punctum à valeur légère. Une telle notation n'est pas compatible avec un ralentissement trop marqué, ni avec l'insertion d'un ictus avant le quilisma.

### Exécution de l'enchaînement rythmique
Pour obtenir une exécution "fluide" du quilisma, un legato rythmique, il vaut mieux l'interpréter comme une note de redémarrage:
- Le neume qui le précède (voire l'incise précédente) est ralenti progressivement, comme s'il fallait se préparer à un arrêt (rythme final) sur la dernière note du premier neume; tout se passe comme si le quilisma était remplacé par les deux barres de fin de pièce.
- Le quilisma réveille le ralentissement général, en démarrant sur la dernière note du groupe sans lui laisser la durée qui aurait été naturelle pour une finale. C'est une note d'attaque, et une reprise à contre temps, mais non accentuée (que ce soit en force ou en durée).
- Ce réveil relance le rythme, et permet l'ajout d'un ou de plusieurs neumes supplémentaires.

C'est ce "coup de fouet" du réveil, que donne la main du chef de chœur, se traduit graphiquement par l'enroulement de St Gall, ou par l'impulsion sur la virga de Laon. Le déséquilibre rythmique que le quilisma provoque par ce redémarrage sur un temps faible doit conduire à l'accent du neume suivant, où il est résolu.
Quand le quilisma est en début d'incise, comme dans le "Sursum corda" (introduction de la préface), le groupe qui le précède est limité à une seule note, qui ne peut évidemment pas donner par elle-même l'idée d'un ralentissement. Dans ce cas:
- Le La initial reçoit l'attaque, et un accent de durée et d'intensité. C'est la note principale du groupe, qui doit s'épanouir et remplir tout le volume sonore pour maintenir son écho.
- Le Si du Quilisma est brève et faible, il ne fait que ménager un espace pour introduire la note suivante.
- Le Do réalise l'accent de hauteur du mot Sursum, et reçoit un accent d'intensité secondaire, mais reste bref et relativement discret, pour ne pas effacer l'écho du La initial.
- Le Si suivant est plus faible et détendu (c'est la syllabe faible du mot).

S'il y a une réverbération favorable (ce qui est fréquent dans les églises), l'impression auditive sera finalement dominée par la tierce La-Do, comme si en fin de neume les deux notes avaient été émises simultanément en polyphonie, pour marquer l'accent tonique du mot latin.

## Dans les publications récentes
De nos jours, l'interprétation correcte du quilisma devint très importante lors de l'exécution du chant grégorien. En effet, les dernières découvertes des musicologues tels Dom Eugène Cardine et Dom Jean Claire, d'après la sémiologie grégorienne dans la deuxième moitié du XXe siècle, confirment qu'il s'agit d'un élément indispensable pour la composition du chant grégorien. Notamment, Dom Cardine trouva que l'origine du signe quilisma n'était autre que ceux de grammaire, signes interrogatifs dans les documents littéraires. Ainsi, celui du manuscrit Laon 239, ressemblant au signe dans la langue espagnole (¿), se trouve dans les documents anciens de Tours, en tant qu'exactement signe d'interrogation. Et celui de neume sangallian aussi. Si ces deux systèmes complètement différents employaient pareillement ces signes d'interrogation en faveur de mêmes notes, c'est parce que ces quilismæ possèdent une fonction importante pour l'articulation.
1. Ce signe d'interrogation indique essentiellement le trihémiton (tierce, 3 x ½) avec la note précédente et la suivante, dans l'élan ascendant. Ce trihémiton est le degré principal du chant grégorien, surtout dans les trois codes-mères trouvés par Dom Claire, alors que les codes contemporains se caractérisent des demi-tons (mi et si) dans l'octave.
2. Ce trihémiton se divise avec une troisième note, à savoir quilisma, qui crée inévitablement un demi-ton. Le quilisma forme par conséquent et normalement l'élan ré - mi ½ fa (ou celui de la - si ½ do[3]). Or, le mode du chant grégorien est fortement antihémitonique, à savoir ce chant monodique évite toujours le demi-ton. Lorsque les compositeurs de ce chant introduisaient spontanément ces demi-tons, il y avait un objectif particulier : orner et distinguer l'élan avec un passage léger de demi-ton[4],[5]. Donc, on peut dire que le quilisma marque un trihémiton orné par un demi-ton.
3. Comme déjà mentionné, le quilisma se caractérise également de son élan ascendant. C'est-à-dire, cet élan est un sommet mélodique ou un des sommets dans l'élan mélodique. En résumé, ce signe indique l'élan tel ré - mi ½ FA (ou la - si ½ DO).
4. Ce sont les raisons pour lesquelles le quilisma est très fréquemment attribué aux mots importants ou aux syllabes accentuées, sommets mélodiques du chant grégorien.
5. De même, quel que soit le système de neume, les copistes employaient ce signe afin de distinguer la valeur particulière de l'élan. Comme d'autres neumes particuliers tel le trigon (∴), le signe d'interrogation indiquait aux chantres, dans la notation grégorienne, plusieurs renseignements avec une bonne efficacité. La notation contemporaine n'est pas capable, au contraire, de présenter ces plusieurs caractères.

Cet aspect se trouve notamment dans les mélodies plus anciennes.
- Exemple I : Sursum corda
L'introduction de la préface nous renseigne convenablement la caractéristique du quilisma ainsi que celle du chant grégorien ancien. Celle-ci se caractérise de ses degrés très limités, sol - la - si ½ do selon la notation en quatre lignes respectant la lisibilité. Toutefois, chant composé sans notation, la pensée du compositeur était sans doute do - ré - mi ½ fa. On s'étonne qu'en dépit d'une excellente musicalité, ce passage ne se compose de sa nature que des degrés do 2½ ré 2½ mi (code-mère Mi), simplement. Et si cette introduction possède un bon raffinement et une agréable coloration, c'est grâce au trihémiton accompagné d'un demi-ton (ré - mi ½ FA) formant les sommets. Avec son élan ascendant et le quatrième son le plus haut, le dialogue chanté demeure assez dynamique. Encore faut-il analyser le texte. Théoriquement et théologiquement, ce sont les termes Dominum, Domino et Deo qui sont les plus importants. Cependant, le compositeur attribuait ces quatre quilismæ aux syllabes accentuées des mots Súrsum, Habémus, agámus et Dígnum[ll 1]. En effet, dans cette introduction de la préface, le célébrant invite toute l'assemblée à l'action de grâce[6]. D'où, le compositeur effectua avec soin cette attribution des quilismæ aux verbes d'action (élevons et le reste), théologiquement. Dans le chant grégorien authentique, la mélodie est étroitement liée au texte.

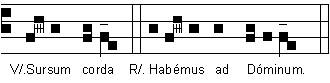

- Exemple II : Mysterium fidei
Un bon exemple du terme Seigneur se trouve dans le Mysterium fidei (Il est grand, le mystère de la foi) après la consécration. Le répons de l'assemblé se commence avec les notes faibles et basses mi - sol - la - la : Mortem tuam annuntiamus, Domine, et tuam resurrectionem confitemur, donec venias. L'élan mélodique y arrive avec le sommet la - si ½ DO (un seul utilisation du do en octave), attribué à la syllabe accentuée du mot le plus important Dómine. De plus, la fonction de ce terme est expressive (à savoir, Seigneur !)[ll 2]. D'où, l'usage du quilisma par le compositeur est convenable et raisonnable. Par ailleurs, cette formule de composition est vraisemblablement issue de la Te Deum.
- Exemple III : Te Deum
Cette hymne se compose de trois parties, successivement établies. Quatre quilismæ se trouvent dans la première partie, tronçon le plus ancien et construit sur le code-mère Ré (mélodie sur la base la 3½ do 2½ ré). La version grégorienne reste assez proche d'une modalité archaïque[7]. Le premier quilisma s'emploie au début, Te Deum laudámus (la - si ½ DO)[ll 3]. Tout comme l'introduction de préface Sursum corda, l'action est soulignée et il s'agit du premier sommet mélodique. Après plusieurs versets psalmodiques, le compositeur employait à nouveau le quilisma pour les deux premiers Sanctus, mais un quilisma développé, précédé d'une note faible et plus basse, afin d'évoluer l'élan ascendant :  Sanctus (sol - la - si ½ DO (+) ½ si - la). Cette mélodie est répétée de nouveau en faveur du terme Patrem[ll 4]. En résumé, la première partie de la Te Deum se structure bien de ces quilismæ suivis des psalmodies. Et ces trihémitons ornés distinguent ses sommets mélodiques, et bien entendu, des mots importants.

En raison de cette fonction importante, les publications des Éditions de Solesmes, qui décidèrent de supprimer tous les signes rythmiques (tels • , —) à partir du Antiphonale monasticum (2005), conservent le quilisma avec d'autres signes indiquant les notes faibles.
On trouve néanmoins que l'usage de ce signe n'était pas nécessairement strict.
- D'autres degrés
Si le trihémiton avec une demi-ton restait degré principal, il y avait d'autres degrés même dans les manuscrits les plus anciens et corrects. En effet, le cantatorium de Saint-Gall (vers 922), manuscrit le plus ancien et le plus sûr, distingue le quilisma de deux boucles réservé à un ton entier de celui de trois demi-cercles indiquant d'autres intervalles, notamment le demi-ton. Cependant, aucun copiste ne continua à les distinguer et il ne restait plus de différenciation entre deux formes dans les manuscrits tardifs[2],[9].
Ces degrés différents demeurent habituels dans les pièces tardivement composées et proches du mode majeur ou du mode mineur, par exemple, deux antiennes mariales.
  - Ave Regina cælorum : Vale, o valde decóra (do - ré - MI)[ll 5].
  - Salve Regina : O (mi ½ fa - SOL) clemens, O (sol - la - Si (+) ½ DO ½ SI[10]) pia[ll 6],
- Exemple d'exception : Gloria, laus et honor
Cette hymne, surtout exécutée le dimanche des Rameaux selon son texte, emploie certes le quilisma normal avec un demi-ton. Cependant, celui-ci est attribué, dans le refrain, soit au terme moins important es (Israel es tu rex), soit aux syllabes non accentuées. Une seule exception se trouve dans le cinquième refrain rex[ll 7]. Cette anomalie étrange peut être expliquée. D'une part, il s'agit d'une hymne en refrain, qui est différent du chant grégorien entièrement en prose. D'autre part, celle-ci se trouve dans un manuscrit du chant vieux-romain (Graduel de Sainte-Cécile de Transtevere, folio 69v) . L'hymne peut être affectée de ce chant liturgique plus ancien, mais qui possède moins de lien entre le texte et la mélodie.